# Dolichoderus balticus
Dolichoderus balticus é uma espécie de formiga do gênero Dolichoderus.